# Plein van de Emam
Meidan Emam of het Plein van de Imam is een plein in Isfahan, Iran. De oorspronkelijke naam was Naghsh-e Jahan ofwel Ontwerp van de wereld. Het plein is aangelegd door sjah Abbas I de Grote tussen 1590 en 1595. Na de Iraanse Revolutie kreeg het plein in 1979 zijn huidige officiële naam, die verwijst naar ayatollah Khomeiny. Veel Iraniërs blijven desondanks de oude naam gebruiken.
Het plein is 560 meter lang en 160 meter breed, waarmee het qua grootte het zesde plein van de wereld is. Ten tijde van aanleg was het het grootste plein ter wereld.

## Achtergrond
Sjah Abbas I wilde zijn hoofdstad verplaatsen omdat hij bang was dat die in handen zou vallen van het Ottomaanse Rijk. Hij maakte van Isfahan zijn hoofdstad, ten koste van Qazvin.
Abbas I legde een nieuw stadsdeel aan, waarvan Naghsh-e Jahan het nieuwe hart werd. Het plein was oorspronkelijk bedoeld voor ceremonieën en voor sport, zoals polo. Vanaf 1602, toen de dubbele galerij rondom het plein klaar was, werd het ook gebruikt voor handel. 's Nachts werd het plein verlicht met 50.000 olielampen.

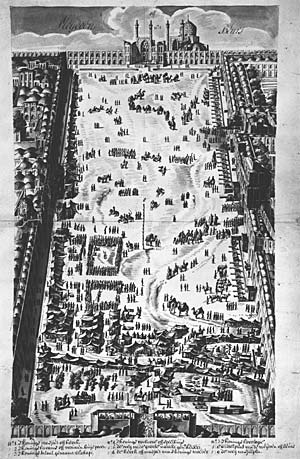
Naghsh-e Jahan
(1703), G. Hofsted van Essen, Universiteitsbibliotheek Leiden

## Gebouwen
Aan het plein bevinden zich diverse monumentale gebouwen. Het hele plein is omringd door een dubbele galerij met winkels. Aan de noordzijde van het plein bevindt zich de ingang van de Grote bazaar van Isfahan. Aan de oostzijde bevindt zich de Sjeik Lutfallahmoskee, aan de zuidzijde is de moskee van de sjah, en aan de westzijde het Ali Qapu-paleis. In het midden van het plein zijn inmiddels fonteinen.
Het plein is door UNESCO tot werelderfgoed verklaard in 1979.

## Galerij

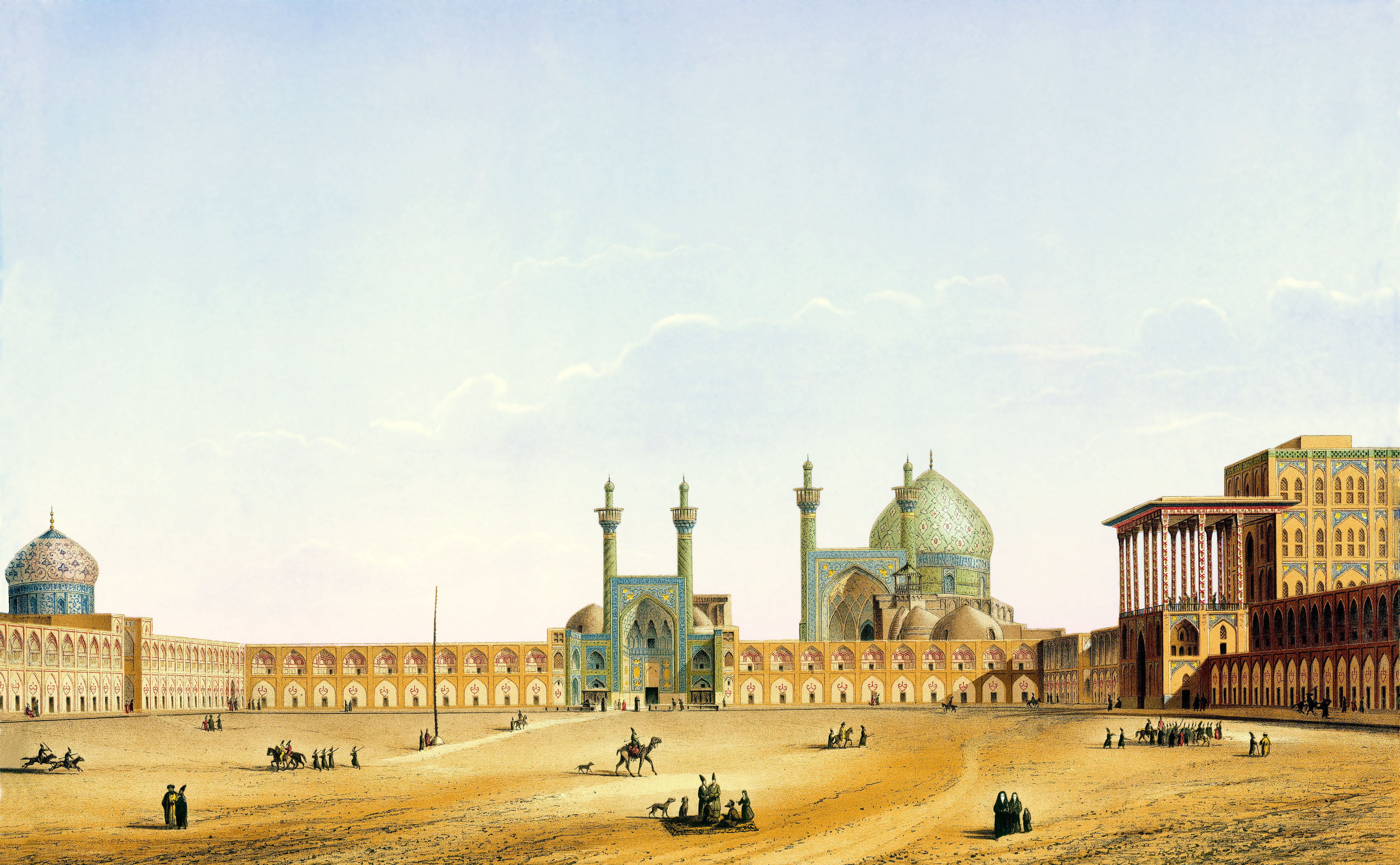
Naghsh-e Jahan (ca. 1839-1841), Pascal Coste
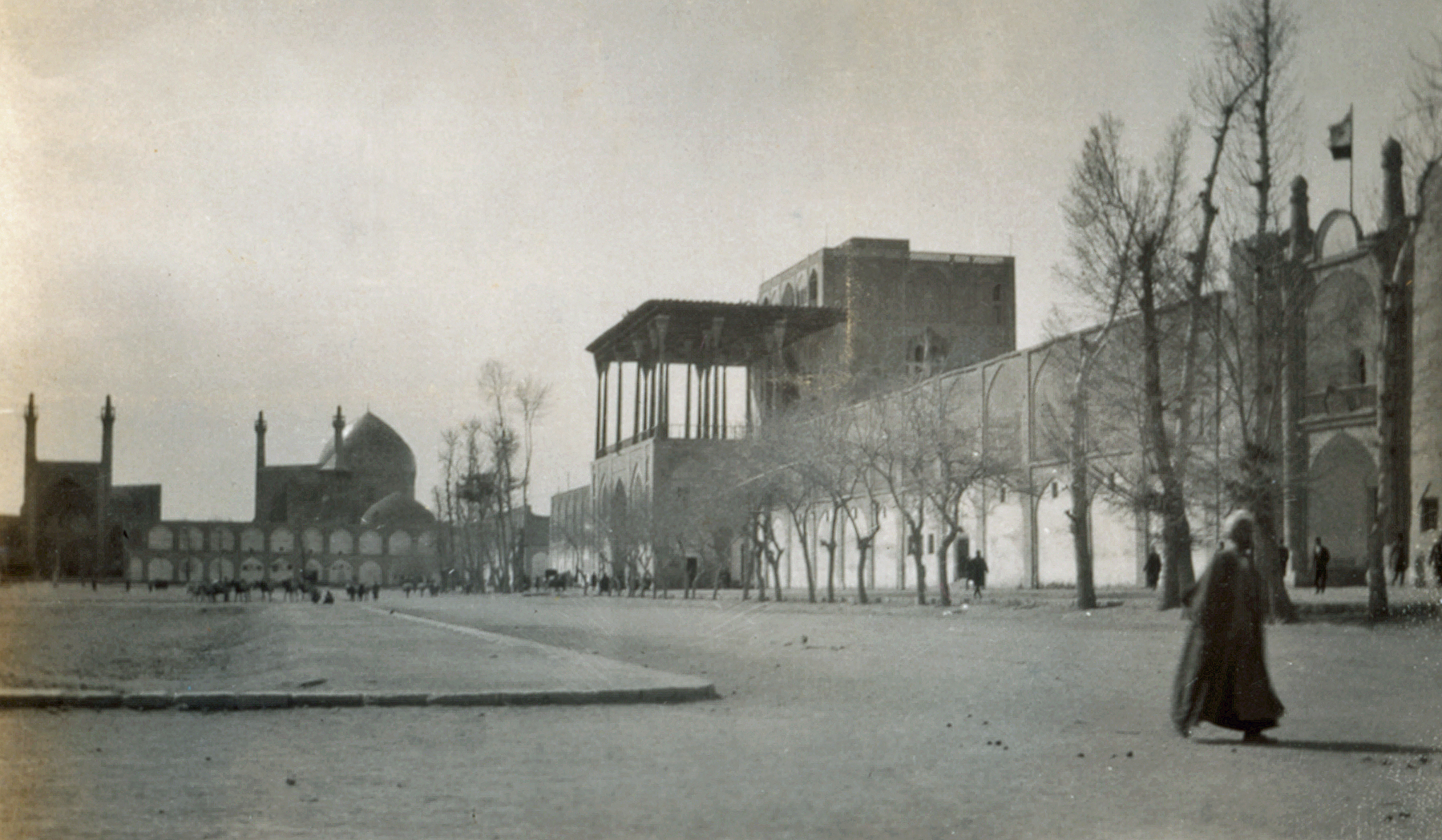
Het plein in de jaren dertig van de 20e eeuw
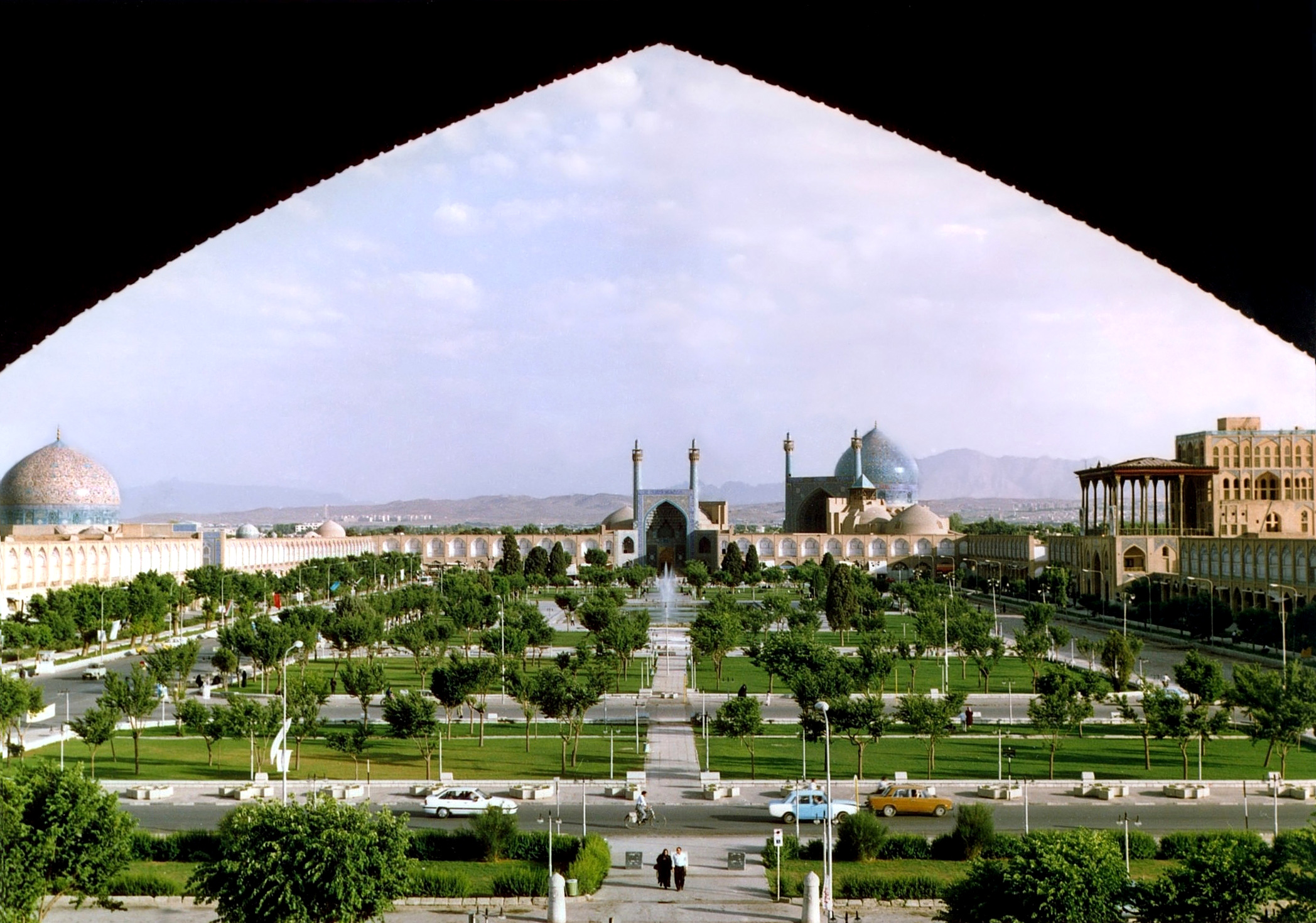
Overzicht van het Meidan Emam vanaf het noorden
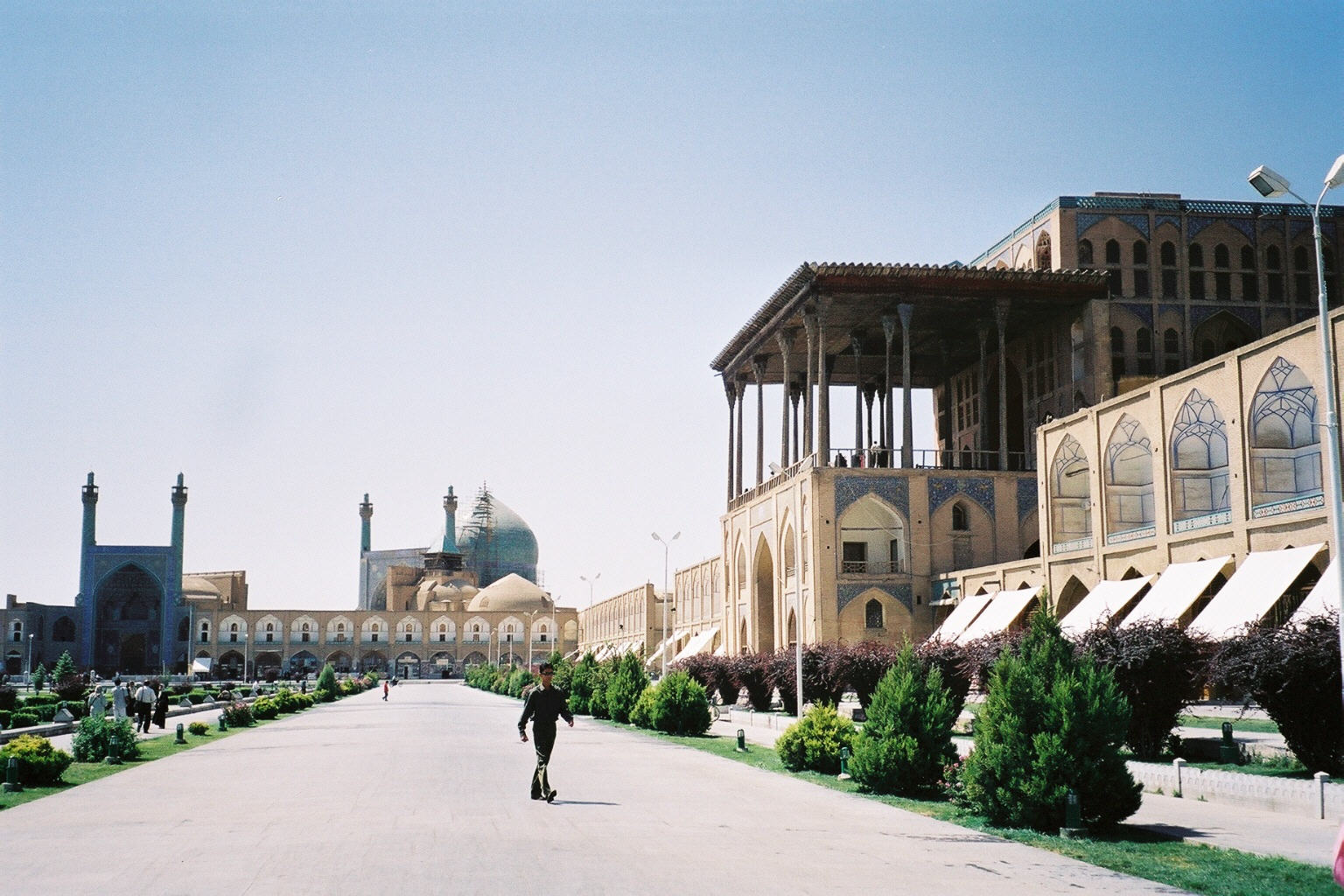
Ali Qapu (rechts) en de moskee van de sjah (midden)
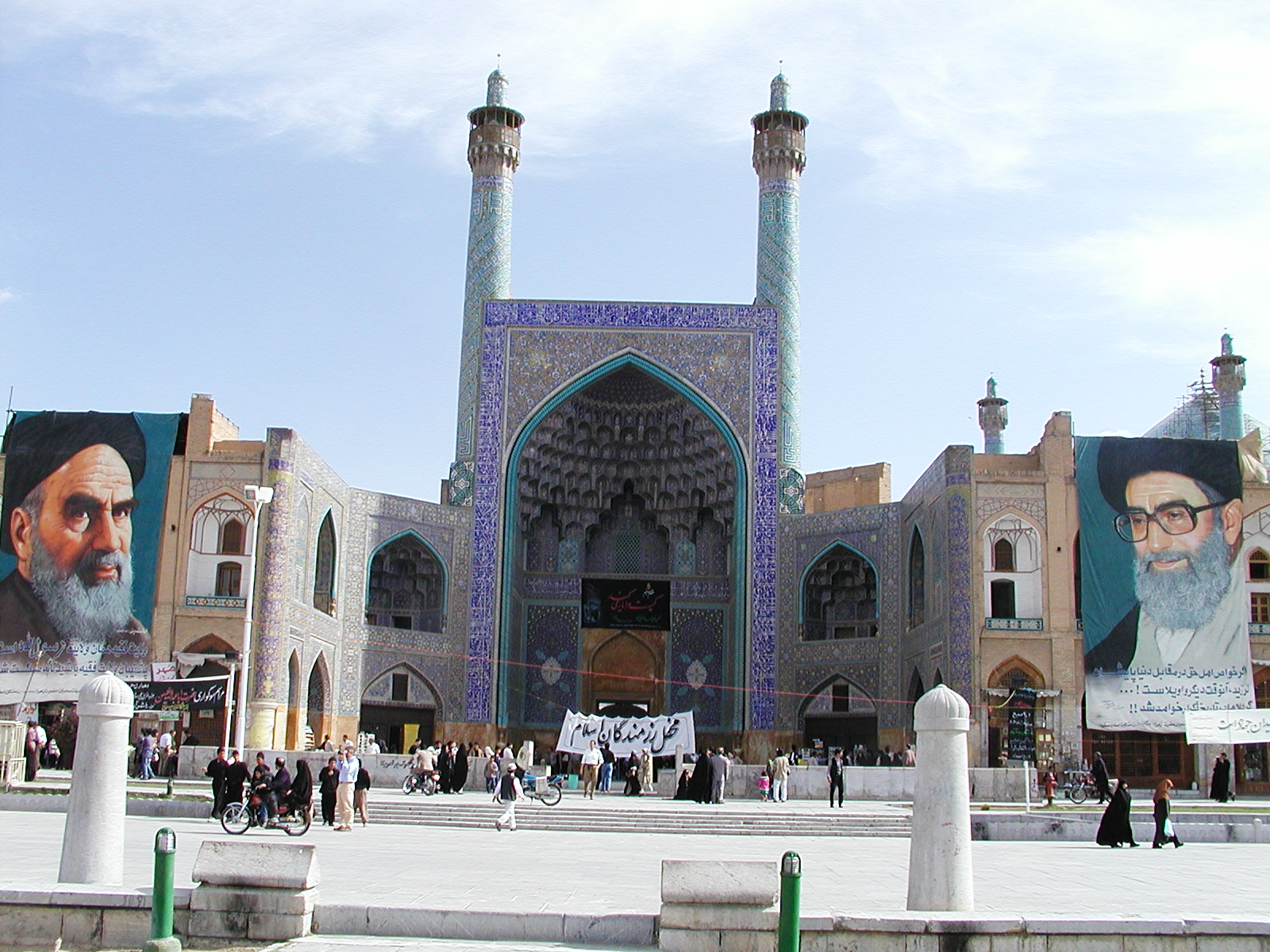
Ingang van de Moskee van de sjah
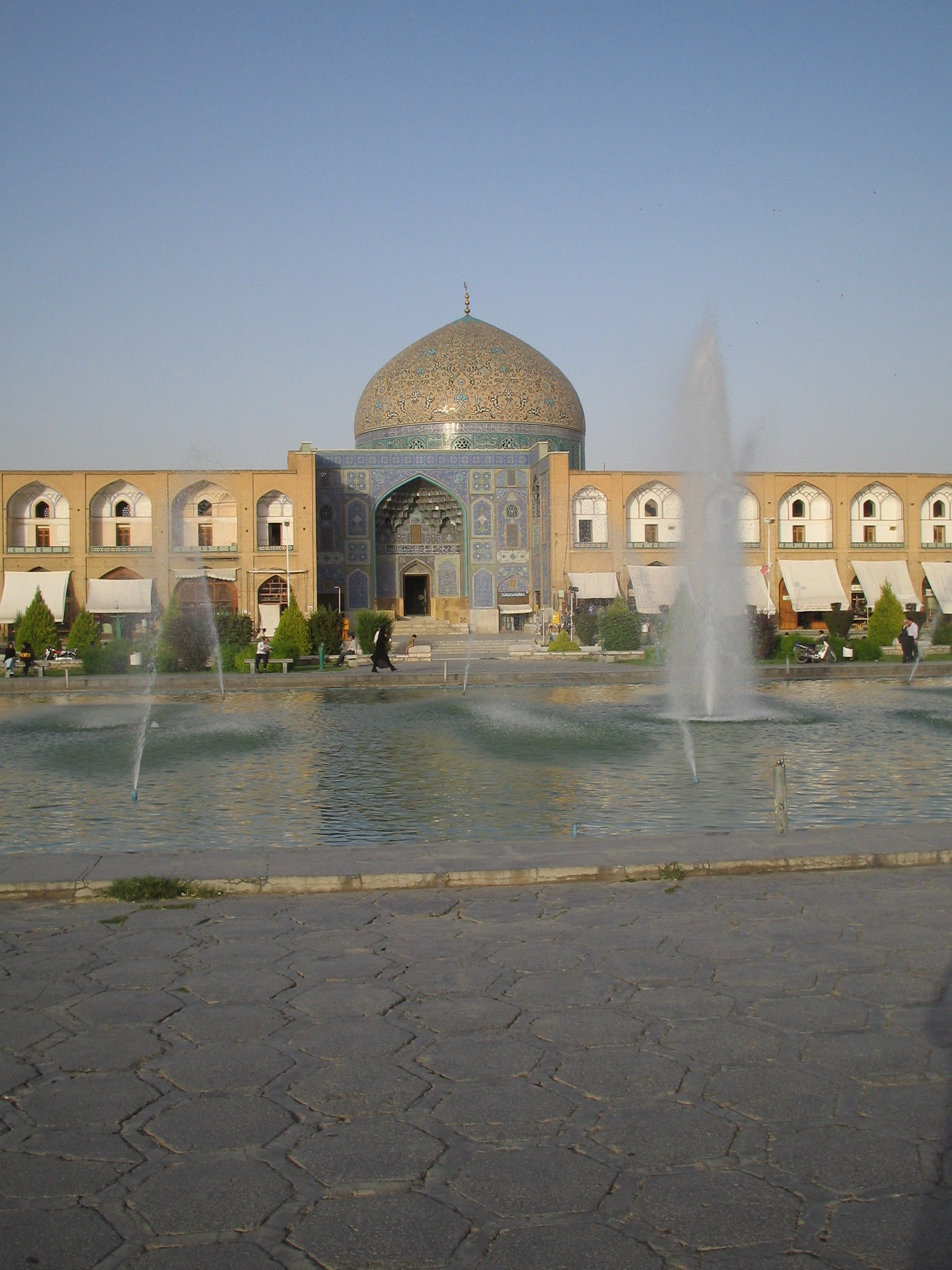
Fonteinen en de Sjeik Lutfallahmoskee